# Peter de Wit
Peter de Wit, född 29 september 1952, är en nederländsk guldsmed, boende i Sverige.   
de Wit är gift med guldsmed Margareth Sandström. Han studerade vid Fachhochschule fûr Gestaltung i Pforzheim 1971–1974 och har varit verksam som fristående silversmed och formgivare med egen ateljé i Linköping sedan 1973. Han tilldelades en silvermedalj vid konsthantverkstriennalen i Jablonec 1974 och andra pris vid Modeschumuckwettbewerb i Idar-Oberstein 1977. Peter de Wit är representerad vid bland annat Nationalmuseum i Stockholm och Röhsska konstslöjdmuseet i Göteborg.